# Manoir des Croft
Le Manoir des Croft (Croft Manor) est un manoir fictif apparaissant dans l'univers de Tomb Raider. C'est là où habite Lara Croft, dont la famille possède plusieurs manoirs. Ceux-ci sont situés dans le domaine fictif d'Abbingdon, donnés aux Croft par le roi Édward VI en 1547. Le site se trouve dans le Surrey, comté du sud-est de l'Angleterre.

## Modèles du manoir
Plusieurs bâtiments réels ont servi de modèle au manoir, en fonction des œuvres dans lequel il apparaît.

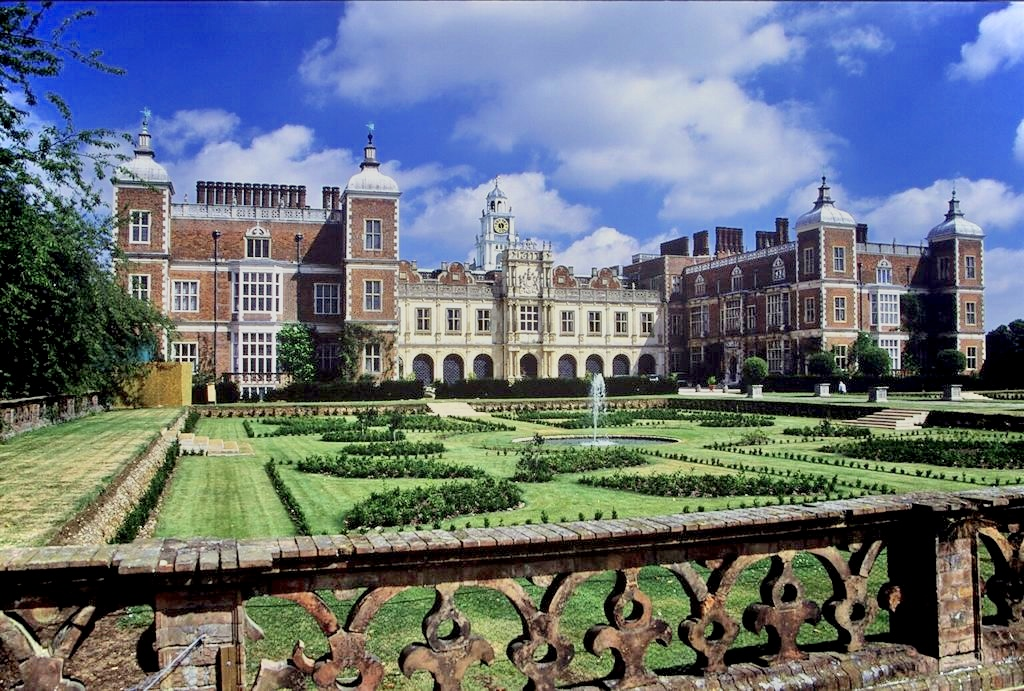
Hatfield House, qui a servi de modèle à plusieurs reprises pour représenter le Manoir des Croft.

C'est par exemple le cas du domaine d'Hatfield Palace, manoir anglais mêlant Architecture médiévale et Style Tudor, près duquel se tient également Hatfield House, maison de campagne de style Tudor et d'architecture jacobéenne. Le site a ainsi servi pour les scènes extérieures de deux des films de Lara Croft avec Angelina Jolie pour représenter le Manoir des Croft. Dans Lara Croft : Tomb Raider, le berceau de la vie, le hall, la longue galerie et la bibliothèque de la maison de campagne ont servi de décor au film. Les extérieurs de cette maison ont aussi servi pour représenter ceux du Manoir des Croft dans le jeu vidéo Tomb Raider: Underworld. En outre, AL9 5NQ apparaît comme code postal sur de nombreuses lettres de Rise of the Tomb Raider : il s'agit de l'adresse réelle de cette demeure. Enfin, c'est dans Hatfield House que fut organisé le 28 avril 2018 le "London Composer Buffet Reception", à l'occasion de l'événement musical The Tomb Raider Suite, avec Nathan McCree.
Plus récemment, Wilton House, manoir aux styles Tudor et néogothique, a servi pour le tournage du film Tomb Raider.

## Les habitants/employés du manoir
- Lara Croft
- Winston Smith, majordome de Lara, au service des Croft depuis plusieurs générations. Dans les deux premiers films (Lara Croft: Tomb Raider et Lara Croft : Tomb Raider, le berceau de la vie), il se nomme Hilary.
- Bryce (Noah Taylor), son ami et assistant technique dans les deux premiers films (Lara Croft: Tomb Raider et Lara Croft : Tomb Raider, le berceau de la vie).
- Zip (apparait dans Sur les traces de Lara Croft, Legend et Underworld) : Bras droit de Lara, il l'aide dans certaines de ses aventures grâces à la nouvelle technologie et reste en contact radio avec Lara par micro-casque. Il est à l’origine des divers équipements qu’elle utilise.
- Alister (apparait dans Legend et Underworld) : Historien, il reste en contact radio avec Lara par micro-casque durant certaines de ses aventures, afin de lui fournir un soutien historique.

## Apparition dans les jeux vidéo

### Rôle du manoir dans les jeux
Dans la plupart des jeux où il apparaît, le manoir sert de niveau d'entraînement, afin que le joueur puisse se familiariser avec le gameplay ou simplement s'entrainer. Dans ce cas-là, ce niveau n'est pas obligatoire, constituant un niveau à part, en dehors de l'histoire en elle-même, jouable à tout moment,,.

### Épisodes parCore Design

#### Tomb Raider
Voir : Tomb Raider
Dans ce premier épisode, l'accès au manoir se fait dans le niveau d'entraînement nommé Gym, qui sert principalement à s'initier au gameplay et dont l'accès est restreint à son intérieur. On y découvre la bibliothèque-salle de musique (où se trouvent un piano et une harpe), le hall principal (encombré de caisses), la salle de gymnastique et la piscine profonde (coiffée d'une verrière et d'inspiration antique, avec des mosaïques). On y remarque notamment la présence de l'Arche d'Alliance, une des découvertes de l'archéologue (référence à Indiana Jones et les Aventuriers de l'arche perdue).

#### La Dague de Xian
Voir : La Dague de Xian
Cet épisode, comme le suivant, reprend le décor du manoir du précédent volet. Mais la zone jouable est encore plus grande, des éléments intérieurs et extérieurs y ont été rajoutés. Dans cet épisode, deux niveaux s'y déroulent : l'habituel niveau d'entraînement et le dernier niveau (« Home Sweet Home »).
Le niveau d'entraînement, comporte beaucoup de nouveautés, à commencer par la présence du vieux majordome, qui suit l'héroïne dans tous ses déplacements avec son plateau de thé. Au premier étage s'y trouve la chambre de Lara, équipée d'une cheminée et d'un placard seulement ouvrable dans l'ultime niveau. On peut visiter les autres pièces du premier étage, où il n'y a pas grand-chose à faire : la salle de bain, le grenier et la bibliothèque-salle de musique.
Le rez-de-chaussée comprend le hall d'entrée et la cuisine, équipée d'une chambre froide où le joueur peut s'amuser à enfermer le majordome en l'amenant à l'intérieur, pour qu'il le laisse tranquille. On y trouve aussi une vaste salle de bal, meublée d'armures et équipée d'un bouton déclenchant de la musique. À côté se trouve la piscine, permettant de s'entraîner à la nage. Enfin, sous un des escaliers du hall se trouve la salle des trésors, plongée dans le noir (il est nécessaire d'utiliser des torches), où sont conservés derrière des vitres les artefacts rapportés des différentes expéditions de l'aventurière.
Dehors, il est possible de parcourir un labyrinthe végétal, au cœur duquel se trouve un bouton. Celui-ci ouvre la porte de la salle des trophées pour un temps limité : le joueur doit être suffisamment rapide pour y entrer avant qu'elle ne se referme. Enfin, un parcours sportif externe chronométré permet de s'entraîner au maniement de Lara : caisses à grimper, échelles à monter, bassin à traverser à la nage, pour finir sur une tyrolienne.
Dans cet opus comme le suivant, il est possible d'accéder à certaines zones inaccessibles en hauteur, grâce à des bugs, de plusieurs manières. Il suffit de se rendre au terrain d'entraînement, juste avant la tyrolienne, en haut de l'échelle. Sur la plate-forme carrée en hauteur, il faut marcher de manière à se positionner face à l'angle au fond à droite et de sauter sur place. Comme par magie, Lara se retrouve par-dessus la structure sportive et peut tranquillement se promener sur les murs et les toits. Une autre manière, plus simplement et toujours dehors, consiste à se rendre au coin à droite de la porte d'entrée et de sautiller, pour se retrouver sur l'auvent et recommencer la procédure pour monter plus haut.
L'autre niveau est le dernier du jeu : « Home Sweet Home ». Lara, après avoir vaincu le mafieux Marco Bartoli et récupéré la dague de Xian, admire son trophée dans sa chambre. Mais des hommes de main de son ennemi débarquent dans son jardin pour venger leur maître et récupérer l'objet, l'attaquant jusqu'à son balcon. L'occasion pour le joueur de les affronter au fusil à canon scié, récupérable dans le râtelier du placard de la chambre. À la fin de ce niveau (et donc du jeu), Lara est sur le point de se déshabiller pour prendre une douche. Mais elle se tourne, remarque la caméra et s'exclame (brisant ainsi le quatrième mur) : "Vous ne croyez pas en avoir assez vu ?" Elle prend ensuite son fusil et tire sur la caméra. L'écran devient alors noir et montre le générique (Voir Wikiquote),.

#### Les Aventures de Lara Croft
Voir : Les Aventures de Lara Croft
Le manoir, servant de niveau d'entraînement, y est similaire à celui de l'épisode précédent, avec nombre d'ajouts. Sans doute le manoir a-t-il été rénové après l'attaque du manoir par les hommes de Bartoli. Au premier étage, on y retrouve la chambre de Lara, équipée d'un lit à baldaquin, d'une cheminée (où l'on prend feu si l'on s'en approche trop) et d'un placard, communiquant avec une salle de bains. Mais en plus, dans la bibliothèque-salle de musique, le conduit de la cheminée mène à une pièce secrète, communiquant avec le grenier. Dans cette pièce, un levier ouvre une porte située au rez-de-chaussée, sous un des escaliers pour un temps limité : le joueur doit être suffisamment rapide pour y entrer avant qu'elle ne se referme.
Il s'agit de l'ancienne salle des trésors, transformé en salon avec canapés et en aquarium géant. Il est possible d'y nager pour récupérer la clé du parcours de quad, situé dehors. Toujours au rez-de-chaussée, la salle de bal a été scindée en deux pièces. D'un côté, une salle à manger, avec un bouton déclenchant une musique. De l'autre, on retrouve la salle d'entraînement du premier opus, en plus complète, permettant au joueur de tester les nouveaux mouvements possibles. Certaines pièces du rez-de-chaussée sont similaires à celles de l'opus précédent : la cuisine avec une chambre froide pour enfermer le majordome et la piscine couverte. La nouveauté est que derrière le plongeoir, un bouton ouvre une chambre secrète dans le hall. À l'intérieur de celle-ci se trouve un levier, ouvrant une autre porte du hall pour un temps limité : là aussi, le joueur doit faire preuve de rapidité pour accéder à la nouvelle salle des trésors. Dedans, outre une tête de T. rex (animal présent dans les trois premiers épisodes) ornant une cheminée, on découvre plusieurs objets faisant référence à d'autres opus. Il s'agit :
- Le Scion des Atlantes, en morceaux, récupéré dans Tomb Raider.
- La dague de Xian, récupérée dans Tomb Raider 2.
- L'Iris, au centre des premiers niveaux de La Révélation finale et récupéré dans Sur les traces de Lara Croft.
- Une tête d'or, évoquant le Masque d'or de Tornarsuk récupéré dans Tomb Raider 2 : Le Masque d'or. Mais elle pourrait faire, par plaisanterie, référence à l'idole Chachapoyan présente au début d'Indiana Jones et les Aventuriers de l'arche perdue[9].
- Une statue de chat, récupérée dans Tomb Raider : Unfinished Business.

Dehors, le labyrinthe a été transformé en parcours de quad, avec des monticules et des tunnels souterrains pour plus de difficulté, où le joueur est chronométré. Plus loin, le même parcours chronométré sportif que précédemment permet de s'entraîner au maniement de Lara : caisses à grimper, échelles à monter, bassin à traverser à la nage, pour finir sur une tyrolienne. La nouveauté est qu'au bout, il est possible de récupérer les doubles pistolets (des Browning GP) et de se défouler sur Winston, équipé pour l'occasion d'une tenue pare-balles. En tirant sur lui, il finit par tomber, puis se relever indemne et on peut recommencer comme si de rien n'était. Dans cet opus comme le précédent, il est possible d'accéder à certaines zones inaccessibles en hauteur, grâce à des bugs (voir le chapitre précédent). Enfin, il est possible d'ouvrir l'immense grille d'entrée pour sortir du manoir et entamer l'aventure.

#### La Révélation finale
Voir : La Révélation finale
C'est le premier opus où le manoir n'apparaît pas. La phase d'initiation au gameplay est directement incluse dans l'histoire, à travers les deux premiers niveaux à Angkor, alors que Lara est encore adolescente. Une des raisons qui ont motivé le choix est que les équipes de développement étaient arrivés à court de nouvelles idées pour modifier le manoir.

#### Sur les traces de Lara Croft
Voir : Sur les traces de Lara Croft
Le manoir apparaît uniquement dans les cinématiques et la vidéo défilant sur le menu principal du jeu. Son allure est similaire à celle de l'épisode Les Aventures de Lara Croft, sans que l'on ne sache s'il y a eu de gros changements depuis. Quant à la phase d'initiation au gameplay, elle se déroule dans les coulisses d'un opéra de Rome et s'avère facultative.
Dans la vidéo du menu principal, plusieurs lieux apparaissant dans cet épisode sont représentés, dont le hall du manoir. Au moment celui-ci est visible, est diffusé un extrait du thème principal de Tomb Raider I, composé par Nathan McCree.
Lors d'une des cinématiques introduisant le jeu, Winston accueille le père Dunstan et le professeur Charles Kane. Tous trois se réunissent au manoir afin d’honorer la mémoire de Lara, portée disparue en Égypte, en relatant ses exploits passés. On les voit ainsi s'introduire dans la salle des trophées afin d'admirer plusieurs artefacts qu'elle a rapporté du monde entier, tel que la pierre philosophale, une de ses premières découvertes.

#### L’Ange des ténèbres
Voir : L’Ange des ténèbres
Dans cet opus, le manoir n'apparaît pas, la phase d'initiation au gameplay se fait dans les bas-fonds parisiens.

### Épisodes parCrystal Dynamics

#### Legend
Voir : Legend
Pour cette trilogie, un nouveau manoir est imaginé, totalement différent du précédent. Comme dans les trois premiers volets de la saga, il sert de niveau d'entraînement. Là aussi, le joueur peut y aller à tout moment. Sauf que l'accès à la plupart des pièces est bloquée tant que l'on n'a pas fini le niveau de la Bolivie, où se fait une partie de l'initiation au gameplay. Dans le niveau du manoir, comme dans les autres niveaux du jeu, il s'agit de récupérer des trésors (dans ce cas des écus portant les armoiries des Croft), constitués de différents matériaux : bronze, argent ou or. Au fil de la progression du joueur, celui-ci récupère aussi les différents objets constituant la panoplie de l'aventurière.
Le manoir appartenait autrefois aux parents de Lara. Après la disparition de sa mère au Népal et la mort présumé de son père au Cambodge, le corps de celui-ci n’a pas été officiellement retrouvé, empêchant leur fille d'hériter directement de leur demeure. Elle dût donc batailler juridiquement lors d'une querelle familiale contre son oncle Lord Errol Croft et parvint à récupérer son héritage. Mais cela a entraîné une profonde fracture entre elle et sa famille vivante.
Dans le hall d'entrée, sur deux niveaux, un escalier mène à des galeries du premier étage, desservant différents couloirs. On y trouve aussi une cheminée, au-dessus de laquelle est accroché un portrait des parents de Lara (Amelia et Richard Croft). Une haute paroi transparente délimite l'accès à la salle technologique, où travaille Zip et où un coffre-fort renferme le grappin magnétique de Lara. Toujours dans le hall, en plus de la porte d'entrée, deux autres portes desservent d'autres endroits. L'une mène à la piscine, coiffée d'une verrière et d'inspiration antique (statues de poissons et d'Athéna, frises grecques...) ; on y trouve les jumelles à technologie MAD. L'autre conduit, via une cour (seule partie extérieure au manoir visitable), à la salle d'entraînement. Elle est reliée à la piscine par un tunnel aquatique, permettant d'y nager et on peut utiliser de nombreux appareils permettant de s'entraîner : barres horizontales et verticales, murs d'escalade...
Au premier étage, à gauche depuis le double escalier, une galerie dessert deux portes, avec celle du fond ouvrant sur un couloir qui aboutit à la chambre à coucher. Cette salle est constituée d'une pièce octogonale ornée de cariatides, où il est possible de récupérer les doubles pistolets (des RGP mach 5) derrière un panneau figurant une Gorgone. Il y a aussi deux alcôves, l'une contenant le lit et l'autre servant de penderie, où le joueur peut choisir les différentes tenues de Lara, déblocables au cours de la progression dans le jeu. L'autre porte donne sur un couloir menant à la bibliothèque. C'est là où travaillent Alister et Lara pour leurs recherches historiques et où l'on peut trouver la lampe. Un passage secret relie la bibliothèque à la chambre.
Au fil de l'histoire, Amanda Evert se sert d'une entité monstrueuse pour attaquer le manoir. Elle cherche à y récupérer la clé Ghalali (nécessaire pour reconstituer Excalibur, brisée en morceaux), ramenée du Ghana par Richard Croft. Là, elle y découvre des documents révélant la présence d'un des fragments de l'épée au Kazakhstan.
À la fin de l'épisode, l'archéologue s'en va avec Excalibur reconstitué. Elle en fait de même à la fin d'Underworld, avec une épée similaire, celle qui avait provoqué la disparition de sa mère des années plus tôt. Dans les deux cas, on ignore ce que Lara fait de ces épées ; on peut supposer qu'elle les garde dans son manoir.

#### Anniversary
Voir : Anniversary
Le manoir est le même que celui de l'épisode précédent et sert également de niveau d'entraînement, accessible à tout moment. Cet épisode lui étant antérieur, Zip et Alister n'y travaillent pas encore. Toutefois, de nouveaux lieux sont apparus comme un labyrinthe végétal, comme dans le second opus (La Dague de Xian), ainsi qu'une salle de musique. Le hall est encombré de caisses, comme dans le premier opus Tomb Raider).

#### Underworld
Voir : Underworld
Si le manoir est accessible à deux moments du jeu, il ne fait pas office de niveau d'entraînement accessible à tout moment.
Le jeu débute par une cinématique montrant le manoir, la nuit, sous la pluie, en train d'exploser. Lara tente alors de sortir de sa demeure en feu, constituant la phase d'initiation au gameplay. On la voit sortir d'un passage secret menant à sa chambre, au plafond effondré. Puis elle parcourt un couloir envahi par les flammes, avant d'aboutir au hall, où elle se fait menacer par Zip. Pour comprendre comment cette situation dramatique s'est déclenchée, la suite du jeu forme un long flash-back, débutant une semaine plus tôt et présentant les événements depuis le début de l'aventure.
Au fil de la quête, des indices trouvés en Thaïlande, laissés par son père, incite Lara à penser que l'un des gantelets de Thor (Járngreipr) a été caché par lui dans le manoir, "protégé par les morts". Elle se rend dans la crypte familiale, dont l'accès se fait par une porte secrète au fond de salle technologique et découvre un passage caché sous la tombe de son grand-père. Là, elle accède à une vaste chapelle souterraine, la menant au bureau secret de son père et au gantelet, protégé par deux tigres thralls morts-vivants rapportés de Thaïlande. En sortant du souterrain par un couloir, le joueur réitère la séquence initiale de l'incendie du manoir. La catastrophe fut causée par le doppelgänger de Lara, son double maléfique, avec qui Zip l'a confondu et qui tue Alister. Créé par Amanda et Jacqueline Natla, il est venu chercher la pierre spectrale nécessaire pour contrôler une entité monstrueuse, que l'héroïne avait récupéré à la fin de Legend.
Enfin, Tomb Raider Underworld : Sous les cendres, extension téléchargeable disponible sur le Xbox Live, se déroule aussi dans le manoir.

### Reboot de la série par Crystal Dynamics etSquare Enix

#### Tomb Raider
Voir : Tomb Raider

#### Rise of the Tomb Raider
Voir : Rise of the Tomb Raider
Le manoir est accessible dans deux niveaux faisant partie d'une extension, disponible en DLC.
Dans « Les liens du sang », l'oncle véreux de Lara conteste son héritage du manoir et elle doit en reprendre possession. Il est possible de l'explorer entièrement afin d'y trouver une moisson de documents et de reliques (qui peuvent cacher un message codé). Après une courte cinématique, expliquant que l'oncle malhonnête de Lara va récupérer le manoir, il est possible d'en visiter les différentes pièces. Le niveau débute dans le bureau de son père et il est possible de visiter le hall, la bibliothèque (contenant un coffre-fort), l’atelier de peinture de sa mère, la cave en partie en ruine (contenant une cave à vin) et même une crypte cachée recélant des tombeaux des Croft.
Dans « Le cauchemar de Lara », l'héroïne rêve que son manoir est envahi par des hordes de morts-vivants et doit les affronter,.

#### Shadow of the Tomb Raider
Voir : Shadow of the Tomb Raider
Le manoir apparait dans une séquence flash-back sur l'enfance de Lara. Il est notamment possible de l'escalader pour grimper sur les toits.
Il est également présent dans le niveau supplémentaire disponible en DLC : The Nightmare.

## Apparition dans les films

### Lara Croft: Tomb Raider
Voir : Lara Croft: Tomb Raider
Le manoir sert de cadre à plusieurs scènes du film. Lara l'a hérité de son père, Richard Croft, dont on peut voir un mémorial en pierre à son effigie dans la cour. Son majordome dans ce film, comme le suivant, s'appelle Hilary (joué par Chris Barrie) ; il fait partie des employés du manoir avec Bryce (Noah Taylor), son assistant technique. Au cours du film, le lieu est attaqué par les Illuminatis, venus chercher l'Horloge.

### Lara Croft: Tomb Raider, le berceau de la vie
Voir : Lara Croft : Tomb Raider, le berceau de la vie
Dans le passage où le MI6 rencontre Lara et lui donne pour mission de récupérer la boite de Pandore, on peut voir la longue galerie et la bibliothèque du manoir. La scène de l'entrainement de self défense avec les bokken se déroule dans le hall.

### Tomb Raider
Voir : Tomb Raider
Au début de l'histoire, Lara voit le manoir, héritage de son père Richard Croft, menacé d'être vendu si elle ne le réclame pas. L'acceptant à contrecœur, elle se rend sur place et pénètre dans la tombe de celui-ci, renfermant une pièce secrète. Là, elle découvre un message vidéo préenregistré de son père détaillant ses recherches sur Himiko, la reine mythique de Yamatai, qui aurait le pouvoir de dominer la vie et la mort. La jeune femme décide alors de poursuivre ces recherches.

## Galerie

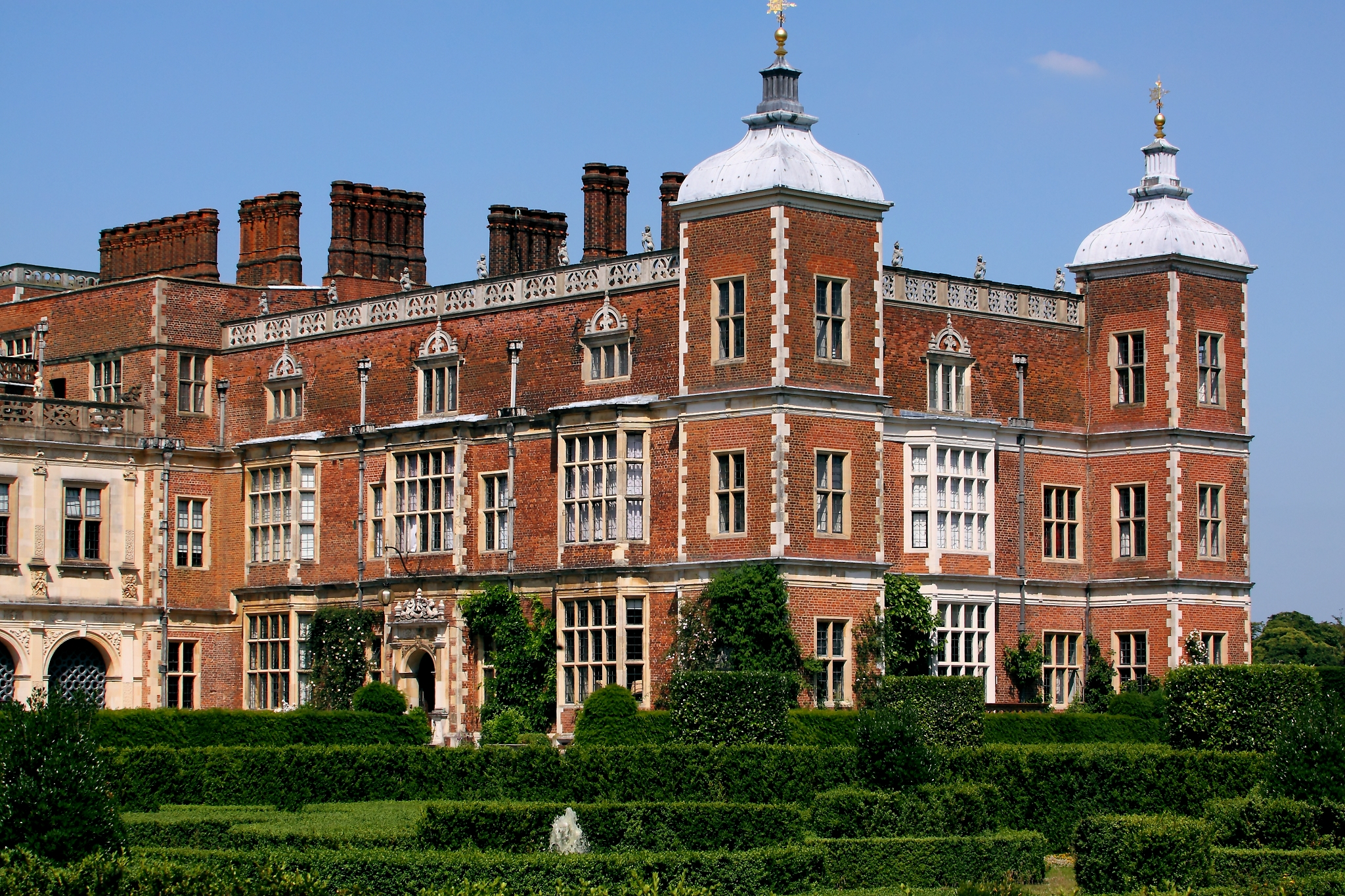
Façade de Hatfield House
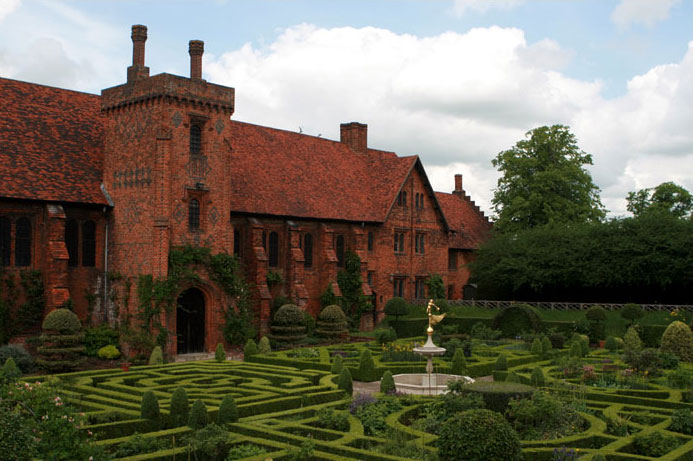
Hatfield Palace
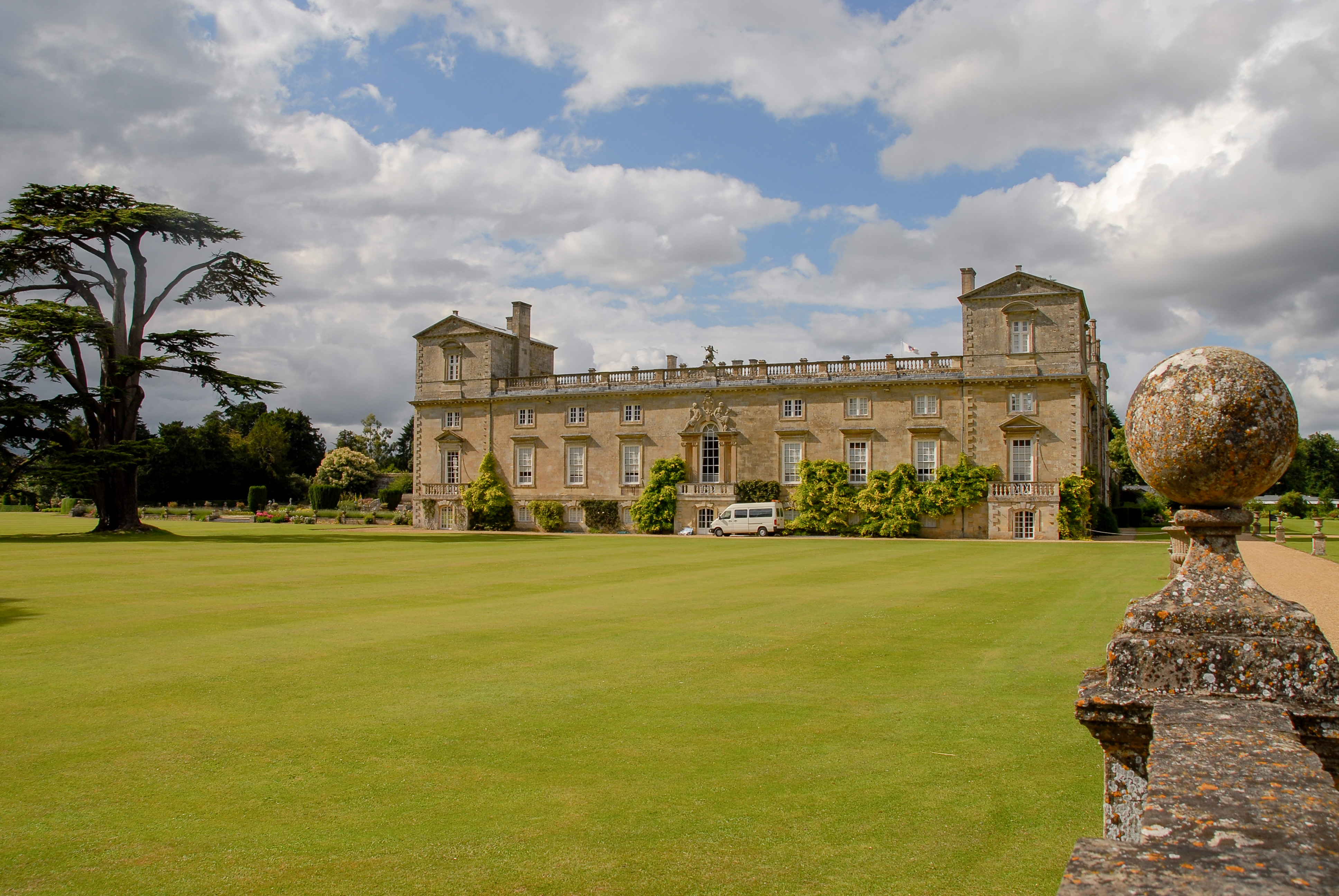
Wilton House, ayant servi pour le tournage du film Tomb Raider.